# Campylocentrum hirtzii
Campylocentrum hirtzii  é uma espécie de orquídea, família Orchidaceae, que existe no Equador. Trata-se de planta epífita, monopodial, com caule alongado, cujas inflorescências brotam do nódulo do caule oposto à base da folha. As flores têm sépalas e pétalas livres, e nectário na parte de trás do labelo. Pertence à secção de espécies de Campylocentrum com folhas planas e inflorescências mais curtas que as folhas.

## Publicação e histórico
- Campylocentrum hirtzii Dodson, Icon. Pl. Trop., II, 5: t. 409 (1989).

Conforme informações fornecidas pelo holótipo desta espécie, depositado no herbário do Marie Selby Botanical Gardens, trata-se de uma planta coletada por Alex Hirtz em 1983, a 1.500 metros de altitude, em Tandapi, na província de Pichincha, Equador. Trata-se de espécie com caule de cerca de 10 cm de comprimento, coberto por muitas folhas pequenas, medindo cerca de 10 mm de comprimento e 2,5 mm de largura, e inflorescências de 6–8 mm de comprimento, com flores brancas. Não foi possível obter mais informações porém a espécie parece bastante próxima ao recém descrito Campylocentrum palominoi.